# Andrzejewo (powiat augustowski)
Andrzejewo – osada leśna w Polsce położona w województwie podlaskim, w powiecie augustowskim, w gminie Sztabin.
W latach 1975–1998 miejscowość administracyjnie należała do województwa suwalskiego.